# ネロン (香料)
ネロン（英: Nerone）は、化学式C12H22Oで表されるケトンの一種。cis-体とtrans-体の異性体が知られている。

## 用途
調合香料の変調剤や、石鹸・洗剤・化粧品用香料として使用される。cis-体の方が香りが優れ、市販品はcis-体を主とする混合体である。

## 製造
p-メンセンと無水プロピオン酸から合成される。